# Валитов, Октябрь Калиевич
Октябрь Калиевич Валитов (25 октября 1934 года, деревня Кугарчи Кугарчинского района БАССР) — философ, журналист. доктор философских наук. Член Союза журналистов СССР с 1959 года, в настоящее время член Союза журналистов РБ и РФ.

## Биография
Родился 25 октября 1934 года в деревне Кугарчи Кугарчинского района Башкирской АССР в многодетной крестьянской семье.
Его отец, Калимулла Ахунович, работал бригадиром колхозной тракторной бригады, мать — Магибадар-апа — колхозницей. С началом войны глава семейства ушел на фронт. Семилетний Октябрь стал главным помощником матери и делал все, чтобы прокормить своих восьмерых младших братьев и сестер.
Из воспоминаний:
Дед Ахуньян-бабай учил меня плести лапти, косить сено, не обижать слабых и маленьких. И дед, и отец, и мать, и младший брат моего отца дядя Забихулла всегда говорили, чем человек умнее и добрее, тем больше он замечает добра в людях, и учили нас: спешите делать добро!
После окончания средней школы в 1952 году трудился помощником комбайнера.
Затем служил на Тихоокеанском флоте с 1954 по 1957 годы. После демобилизации поступил в Башкирский государственный университет (ныне Уфимский университет науки и технологий), где учился на историко-филологическом факультете в 1957—1962 гг.
В 1962—1966 г. Валитов работал заведующим отделом пропаганды и агитации Башкирского обкома ВЛКСМ, избирался членом бюро. В 1966 году по решению Башкирского обкома КПСС был направлен на учёбу в Высшую партийную школу при ЦК КПСС на факультет печати, радио и телевидения, после окончания которого в 1968 году был рекомендован на работу в Башкирский обком КПСС.
С 1981 по 1992 гг. работал в должности начальника Главного управления по охране государственных тайн в печати при Совете министров Башкирской АССР, а в 1992 г. назначается начальником Государственной инспекции по защите свободы печати и массовой информации РБ.
С 1995 г. Валитов работает в Башкирском государственном университете, с 2000 г. — директором Нефтекамского филиала Башкирского государственного университета (ныне Уфимский университет науки и технологий).

## Научное звание и должность
Кандидат исторических наук, профессор, доктор философских наук.
В 2000 г. защитил докторскую диссертацию на тему: «Социально-философский анализ проблемы свободы средств массовой информации в современных условиях».

## Награды
Заслуженный работник культуры БАССР, заслуженный деятель науки РБ, почётный профессор Башкирского государственного университета (ныне Уфимский университет науки и технологий), почётный работник высшего профессионального образования РФ, почётный профессор Международного университета Вены (2010 г.). В 2009 г. Президентом РБ награждён орденом "За заслуги перед Республикой Башкортостан. Награждён тремя Почётными грамотами Верховного Совета БАССР и Президента РБ, двумя Почётными грамотами ЦК ВЛКСМ, Почётной грамотой КГБ БАССР за укрепление экономического потенциала страны и защиту государственных секретов. Указом Президиума Верховного Совета СССР награждён медалями «За доблестный труд», «За трудовую доблесть», «Ветеран труда». Является почётным гражданином городов Нефтекамск, Янаул и Янаульского района. Публицист, удостоен журналистских премий им. Ш. Худайбердина и З. Биишевовй.
Валитов Октябрь Калиевич — один из ведущих специалистов в республике по СМИ. В начале 90-х годов принял непосредственное участие в разработке Закона РБ «О печати». Журналистикой занимается с 1952 года, центральное место в сфере его научных интересов занимают проблемы правового регулирования свободы слова и печати, цивилизационные проблемы российского общества.

## Некоторые изданные труды
Валитов О. К. является автором более 20 монографий, учебных пособий и книг, более 600 научных, публицистических статей по проблемам морали и нравственности, патриотизма, ответственности человека в современных условиях мировой глобализации. Все они опубликованы на страницах центральной московской и республиканской печати.
- Культурное строительство в Башкирской АССР в 1917—1941 годах. — Уфа: Башкнигоиздат, 1975;

- Печать и цензура. — Уфа: Башкиркнигоиздат, 1994;

- Правовое регулирование свободы средств массовой информации. — Уфа: РИЦ БашГУ, 1999;

- Информация в жизни общества. — Уфа: РИЦ БашГУ, 1996;

- Социально-философский анализ проблемы свободы средств массовой информации (СМИ) в современных условиях. — Уфа: РИЦ БашГУ, 2004. — Уфа: Китап, 2009;

- Цивилизационные проблемы России. В 4-х томах. Т. 1. Цивилизационные проблемы России. — Уфа: РИЦ БашГУ, 2002.
- Т. 2. О некоторых истоках российской цивилизации. — Уфа: РИЦ БашГУ, 2003.
- — Т. 3. Золотое правило, или Заповедь человека. — Уфа: РИЦ БашГУ, 2005[3].
- — Т. 4. От варварства к цивилизации. — Уфа: РИЦ БашГУ, 2007.